# When She Was Bad
When She Was Bad conocido en España como Buffy se vuelve mala y Cuando ella fue mala en Hispanoamérica es el primer episodio de la segunda temporada de Buffy the Vampire Slayer. El episodio fue escrito y dirigido por el creador de la serie y productor ejecutivo Joss Whedon. La narración sigue el retorno de Buffy de las vacaciones de verano mostrando síntomas de un desorden de estrés postraumático, debido a su encuentro en el último episodio de la temporada anterior con El Maestro. El Elegido intenta revivirlo a través de un ritual, necesitando para ello sus huesos. Sin embargo necesita mantener lejos a la cazadora, ya que hay un segundo ingrediente en el ritual: la sangre de todos los que estuvieron cerca cuando el Maestro murió. 

## Argumento
Tras pasar las vacaciones con su padre, Buffy regresa a Sunnydale un poco triste. Al parecer la noche en derrotó al Maestro (en la que murió y volvió a la vida) le afectó profundamente. Mientras, una pequeña asamblea se reúne con el Elegido y planea traer al Maestro a la vida, reuniendo a las personas que estuvieron presentes cuando murió: Willow, Giles, Ms. Calendar y Cordelia.
Ángel le advierte a Buffy sobre el poder del Elegido, pero ella lo ignora, mostrándose distante con él, grosera con Cordelia y fría con Willow y Xander. Con este último baila sensualmente en el Bronze ante Ángel y Willow. 
Los vampiros atacan la biblioteca y golpean a Xander, llevándose a Willow y Giles. Cuando Buffy llega rescatar a sus amigos, los vampiros tienen ya también preparadas para la ceremonia a las otras dos víctimas. Para acabar definitivamente con el Maestro, Buffy rompe sus huesos y así también se libra de sus miedos, estallando en llantos mientras Ángel la abraza. 
Al día siguiente Buffy se disculpa con Giles por su mal comportamiento y se mortifica pensando que por su culpa ha perdido a sus amigos. Pero en una de las clases Xander y Willow le demuestran que la han perdonado. De regreso en la ahora destrozada guarida del elegido, el vampiro contempla los huesos del maestro rotos, exclamando: "Odio a Buffy".

## Reparto

### Personajes principales
- Sarah Michelle Gellar como Buffy Summers.
- Nicholas Brendon como Xander Harris.
- Alyson Hannigan como Willow Rosenberg.
- Charisma Carpenter como Cordelia Chase.
- David Boreanaz como Ángel.
- Anthony Stewart Head como Rupert Giles.

### Apariciones especiales
- Kristine Sutherland como Joyce Summers.
- Robia LaMorte como Jenny Calendar.
- Mark Metcalf como El Maestro.
- Andrew J. Ferchland como El Ungido.
- Dean Butler como Hank Summers.
- Brent Jennings como Absalom.
- Armin Shimerman como Director R. Snyder

## Producción

### Música
- «It Doesn't Matter» - Alison Krauss.
- «Sugar Water» - Cibo Matto.
- "«Spoon» - Cibo Matto.